# Valentin Reichmann
Valentin Reichmann (* 16. Februar 1891 in Franzendorf/Branča ves; † 4. März 1961 in Klagenfurt) war ein österreichischer Kaufmann und Politiker.

## Leben
Valentin Reichmann war der Sohn des Landwirts und Besitzers der Kajžič-Realität Johann Reichmann (* 20. Mai 1856; † 8. Dezember 1931) und dessen Ehefrau Ursula Reichmann, geborene Jerolič (* 3. März 1858; † 21. Oktober 1919).
Reichmann besuchte die Handelsschule und lebte als Kaufmann in St. Martin bei Klagenfurt. Er war Präsident der Kaufmannschaft des Landes Kärnten, Mitglied des Handelsbundes und Mitglied des Präsidiums der Kammer für Handel, Gewerbe und Industrie.
Er war römisch-katholisch und heiratete am 3. Oktober 1915 Paula Kober (* 17. April 1887; † 7. Mai 1946). Am 21. Oktober 1953 heiratete er in zweiter Ehe Barbara Steiner († 1989).
Reichmann wurde auf dem Friedhof St. Martin begraben.

## Politik
Im Ständestaat war er vom 12. November 1937 (Nachfolger nach Rücktritt von Oskar Trenkwitz) bis zum 11. März 1938 als Vertreter des Handels Mitglied im Ständischen Kärntner Landtages.